# Routemaster
El AEC Routemaster es un autobús de dos pisos, con un motor desarrollado por AEC y la carrocería por  Park Royal, en 1954 y producido desde 1958 hasta 1968. En total, se construyeron 2876 unidades.
Considerados iconos de Londres, y fácilmente reconocible por su plataforma abierta en la parte de atrás del vehículo, los Routemaster fueron uno de varios modelos de autobús de dos pisos, operados por Transport for London (TfL), y que incluyeron los sucesivos modelos del Leyland Titan (construidos entre 1927-1942 y 1945-1969) y del AEC Regent (construidos entre 1950-1969).
Salvo por algunos Routemasters todavía en circulación en las dos rutas consideradas más turísticas de Londres —aunque no incluyen ni al Big Ben ni al palacio de Buckingham—, la ruta 15 (Trafalgar Square-Fleet Street-Tower Hill) y la 9 (Royal Albert Hall-Knightsbridge-Piccadilly-Aldwych), la gran mayoría fueron retiradas a finales de 2005, principalmente por motivos de accesibilidad.
En 2008, el alcalde de Londres anunció la introducción de un nuevo modelo, el New Routemaster, y que comenzó a circular por la ciudad en 2012.

## Historia
El primer prototipo fue terminado en septiembre de 1954 y el último fue entregado en 1968. El diseño del vehículo era tradicional, por el momento, con una media cabina, el motor montado en el frente y la plataforma trasera abierta, aunque la versión suburbana fue equipada con puertas traseras de plataforma; y un pequeño número fue producido con las puertas y/o el acceso frontal. Los primeros Routemaster aparecieron en la red de transporte de Londres en febrero de 1956, siendo utilizados continuamente hasta 2018. Actualmente, siguen circulando en dos líneas históricas (9 y 15) que sirven el centro de Londres.
Fue desarrollado por la AEC y PRV en común con el transporte de Londres, con la excepción de unos pocos ejemplares prestados a las aerolíneas British European Airways y la Northern General Transport Company. En total, 2876 Routemaster fueron producidos, de los cuales 1280 permanecen aún circulando.

## Diseño

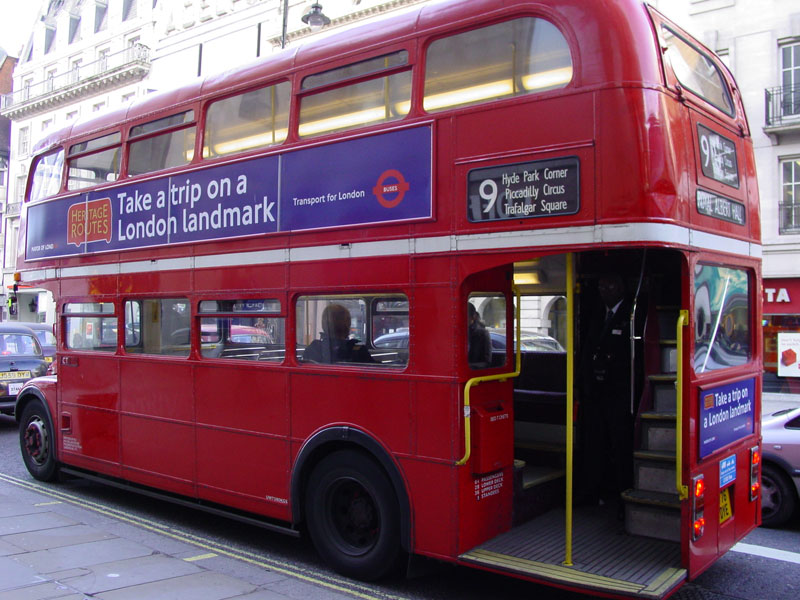
Los primeros Routemasters entraron en servicio con London Transport en febrero de 1956 y los últimos se retiraron del servicio regular en diciembre de 2005, aunque Routemasters todavía opera una ruta tradicional en el centro de Londres.

El Routemaster fue desarrollado entre 1947 y 1956 por un equipo dirigido por AAM Durrant y Colin Curtis, con una carrocería diseñada por Douglas Scott.  El objetivo era producir un vehículo que era más ligero (por lo tanto, con un consumo de combustible reducido), más fácil de manejar y que pudiera ser mantenido con las prácticas de mantenimiento existentes en las recientemente inauguradas instalaciones de Aldenham Works, pero con procedimientos de servicios más sencillos y de menor costo. El vehículo resultante tenía una capacidad de 64 pasajeros sentados, a pesar de ser un tercio más ligeros que los autobuses tipo RT, que poseen una capacidad de 56 sentados.
La primera tarea era sustituir a los trolebuses de Londres, que ya habían sustituido a los mismos tranvías, y para comenzar a reemplazar los tipos más antiguos de autobús diesel. El Routemaster fue diseñado por la London Transport y construido en Park Royal Vehicles, con las unidades mecánicas proporcionadas por su empresa hermana AEC. Ambas compañías son controladas por Associated Commercial Vehicles, empresa absorbida por Leyland Motors en 1962.
El innovador diseño del Routemaster ha sobrevivido a muchos de sus sucesores, se sobrepuso a la privatización de los operadores de los antiguos autobuses de Londres y ha sido utilizado por otros operadores en el Reino Unido. En las redes de transporte de autobuses británicos modernos, la vieja concepción del Routemaster común ha sido elogiado y criticado. Acceso abierto, aunque sujeto a las condiciones meteorológicas, lo que permite subir y bajar a la misma distancia desde el autobús. Y la presencia de un controlador permite menores tiempos de detención y una mejor seguridad, pero con mayores costes de personal.

## Características técnicas
El diseño del Routemaster fue calificado como innovador y utiliza aluminio ligero junto con las técnicas desarrolladas en la producción de aviones durante la Segunda Guerra Mundial. Pero no sólo se utilizó un diseño integral de ahorro de peso, sino que también se introdujeron en un autobús innovaciones tales como suspensión delantera independiente, dirección asistida, un sistema de transmisión automática y frenos hidráulicos. Esto sorprendió a algunos conductores experimentados, que encontraron en el chasis del Routemaster ligereza y agilidad en comparación con los diseños más antiguos.
La producción de componentes mecánicos se llevó a cabo principalmente en la planta de AEC en Southall (aunque un número significativo tuvo motores Leyland) con la construcción de carrocerías y montaje final en Park Royal Vehicles. 
La mayoría de las unidades de producción eran de 27 pies y 6 pulgadas (8,4 metros) de largo, dentro de las regulaciones de longitud máxima. Las regulaciones fueron posteriormente actualizadas, por lo que se estrenó una versión de 29 pies y 11 pulgadas (9,1 metros) de largo, aunque éstas se retrasaron por la resistencia unida en contra del trabajo extra para los ensambladores.
| Clase | Tipo                             | Longitud           | Unidades | Notas                                                          |
| ----- | -------------------------------- | ------------------ | -------- | -------------------------------------------------------------- |
| RM    | Autobús urbano                   | 27.5 pies (8.4 m)  | 2123     |                                                                |
| RML   | Autobús urbano (extendido)       | 29.91 pies (9.1 m) | 524      |                                                                |
| RMC   | Autobús suburbano                | 27.5 pies (8.4 m)  | 69       |                                                                |
| RCL   | Autobús suburbano (extendido)    | 29.91 pies (9.1 m) | 43       |                                                                |
| RMF   | Autobús urbano (entrada frontal) | 29.91 pies (9.1 m) | 51       | todos (excepto uno) para la Northern General Transport Company |
| RMA   | Autobús urbano (entrada frontal) | 27.5 pies (8.4 m)  | 65       | todos para la British European Airways                         |
| FRM   | Autobús urbano (entrada frontal) | 31.3 pies (9.5 m)  | 1        | prototipo con motor trasero                                    |

## El Routemaster en la cultura popular

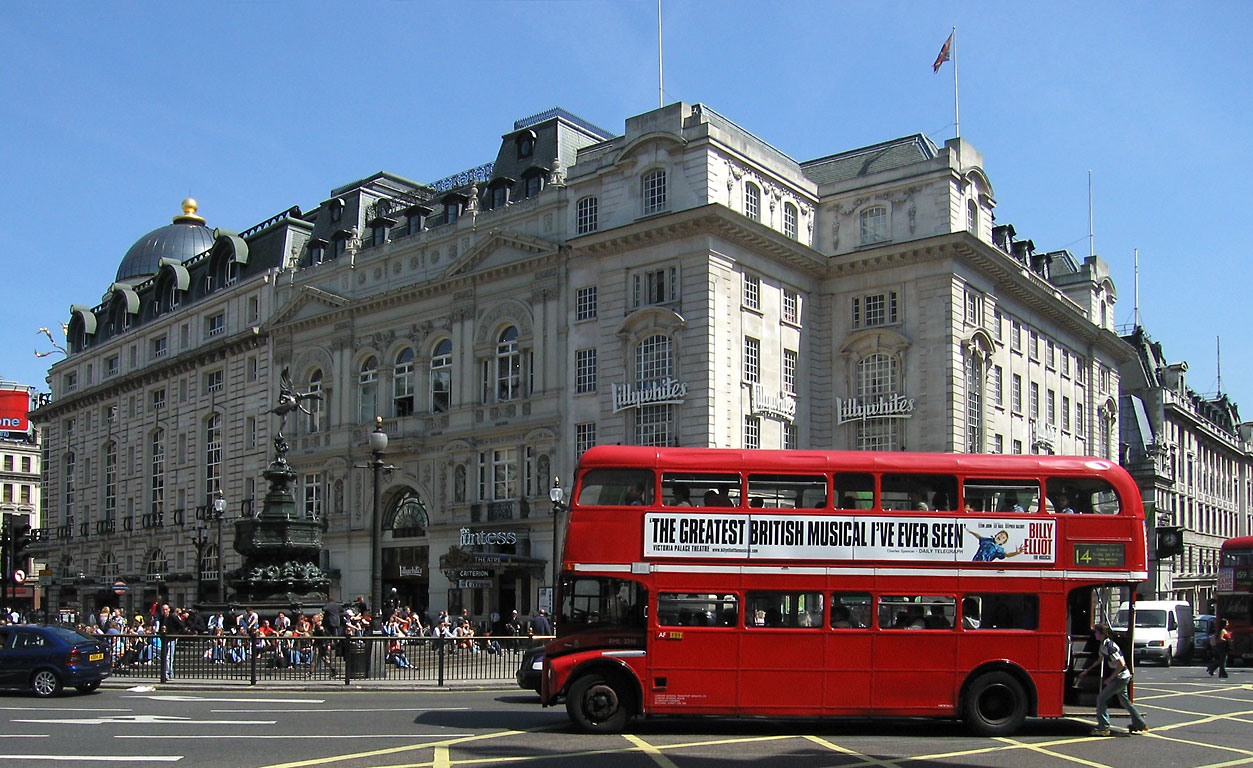
Un Routemaster a su paso por Piccadilly Circus en 2005, poco antes de su retirada general a finales de ese año.

El Routemaster se ha convertido en uno de los símbolos más populares de Londres, como lo demuestran las muchas fotografías traídos por los turistas y las copias distribuidas en todo el mundo. A pesar de sus éxitos, muchos reemplazos nuevos a menudo se confunden con el Routemaster por el público y los medios de comunicación.
A pesar de la retirada de la versión original, el Routemaster es un símbolo de Londres. A finales de la década de 2000, el desarrollo de una nueva versión comenzó a las normas contemporáneas. Entró en servicio en febrero de 2012.